# محمد علي عمار
محمد علي عمار (بالإسبانية: Nayim)‏ (2 نونبر 1966 سبتة إسبانيا) هو لاعب كرة قدم إسباني كان يلعب كوسط ميدان.

## روابط خارجية
- محمد علي عمار على موقع الاتحاد الأوربي (الإنجليزية)
- محمد علي عمار على موقع قاعدة بيانات كرة القدم.إي يو (الإنجليزية)
- محمد علي عمار على موقع ليكيب (الفرنسية)
- محمد علي عمار على موقع Soccerbase.com (لاعب) (الإنجليزية)
- محمد علي عمار على موقع عالم كرة القدم.نت (الإنجليزية)